# Teatro Lobo
El Teatro Lobo (en inglés: Lobo Theatre) es la sala de cine más antigua aún en pie situada a lo largo de la histórica Ruta 66 en Albuquerque, Nuevo México en los Estados Unidos de América. Fue construido en 1939 y cerró sus puertas como una sala de proyección en 2001. Luego se convirtió en una iglesia. Fue el lugar primario de filmación de "Collecting Rooftops" película independiente de 2002, que comenzó a ser filmada mientras que en el teatro estaba en funcionamiento.